# Tot per Letònia!
Tot per Letònia! (letó Visu Latvijai, VL) fou un partit polític de Letònia, d'orientació nacionalista i conservadora. Va començar com a organització política juvenil l'any 2000, creada per Raivis Dzintars. Aquesta organització juvenil va convertir-se en partit polític el gener de 2006 i es va dissoldre el 2011. El nou partit va participar en les eleccions de 2006, en les que va obtenir l'1,48% dels vots i cap escó al Saeima. A les eleccions de 2010 va formar amb el partit Per la Pàtria i la Llibertat/LNNK la coalició Aliança Nacional, obtenint 8 diputats al Saeima, 5 dels quals van ser per a Tot per Letònia!, i un 7,67% dels vots. Els líders del partit eren Raivis Dzintars i Imants Parādnieks
El partit va donar suport a endurir les lleis de ciutadania introduint límits estrictes en el nombre de persones que poden obtenir la ciutadania letona en un any. Recolza un paper més important del letó i proposant que sigui la llengua vehicular de l'ensenyament als centres públics de primària i secundària.
Recolzant les polítiques econòmiques proteccionistes per augmentar el paper de les empreses de propietat local. Tot per Letònia! es va caracteritzar pel seu conservadorisme, posant l'accent en la importància dels valors tradicionals i la necessitat de conservar-los.

## Resultats electorals
| Any  | Vots   | %         | Escons  | +/– | Govern            |
| ---- | ------ | --------- | ------- | --- | ----------------- |
| 2006 | 13,469 | 1.5 (#10) | 0 / 100 | Nou | Extraparlamentari |